# Tadschiken

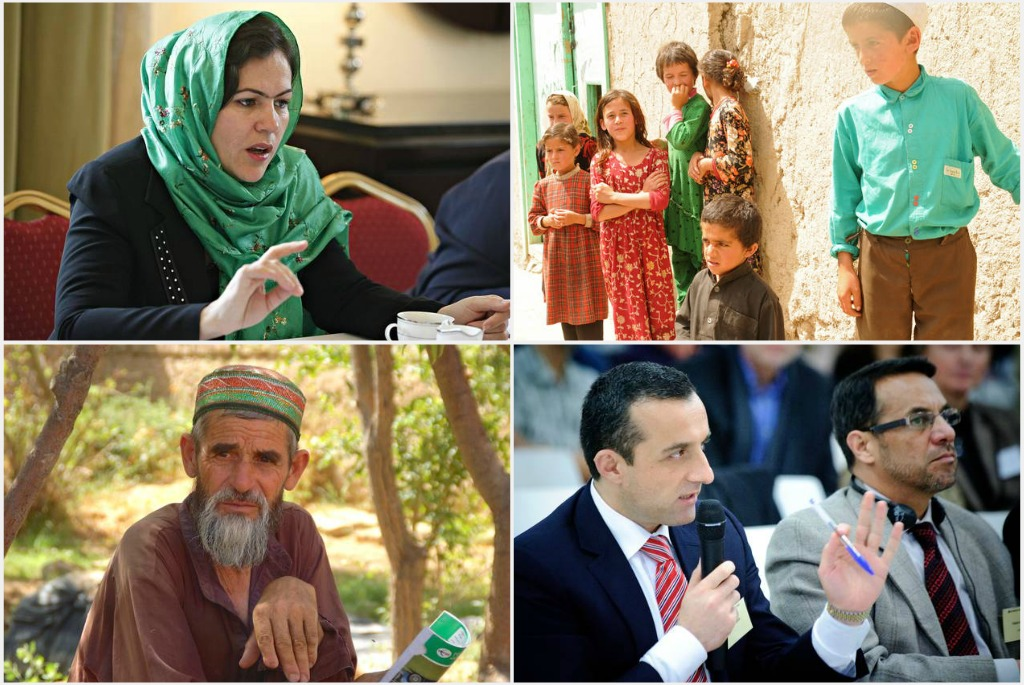
Tadschiken von Afghanistan

Tadschik (persisch تاجيک, DMG Tāǧīk; tdk. Тоҷик), in weiteren Schreibungen auch Tāzīk oder Tāžīk, ist seit dem Mittelalter vor allem in den iranisch- und turksprachigen Teilen der islamischen Welt eine andere Bezeichnung für Perser, die ihren Ursprung im arabischen Stammesnamen der „Ṭayyiʿ“ hat. Diese hatten sich nach der muslimischen Eroberung Persiens als prominenteste arabische Gruppe in Zentralasien niedergelassen. Im Zuge der späteren türkischen und mongolischen Eroberung Zentralasiens wurde der Name zunächst auf alle Muslime der Region, später spezifisch auf die persischsprachige Bevölkerungsmehrheit übertragen.
Heute versteht man unter Tadschiken in einem weiteren Sinne die persischsprachige Bevölkerung Zentralasiens (zum Beispiel in Abgrenzung zur Bevölkerung Irans) und im engeren Sinne entweder die persischsprachige Bevölkerung Tadschikistans oder aber alle Staatsbürger Tadschikistans ungeachtet ihrer ethnischen oder kulturellen Herkunft. In einem erweiterten Sinne wird der Begriff auch auf verwandte benachbarte Völker in Afghanistan und China ausgeweitet, doch ist diese Verwendung nicht einheitlich. So werden z. B. die ebenfalls persischsprachigen Hazara und Aimaken in der Regel nicht zu den Tadschiken gezählt, während auch nicht persischsprachige iranische Völker in China und Berg-Badachschan zu den Tadschiken gerechnet werden (siehe Tadschiken Chinas).
Als Selbstbezeichnung wurde „Tadschike“, das ursprünglich eine abwertende Bezeichnung für Perser oder Iraner im Allgemeinen war, vor allem im 20. Jahrhundert aufgrund moderner politischer Grenzziehungen und der damit verbundenen Abtrennung bestimmter persischsprachiger Völker von Iran immer üblicher und hat seinen pejorativen Klang verloren. Alternative Bezeichnungen, die auch heute noch verwendet werden, sind Perser (aus dem Osten), Fārsīwān (Perser/Persischsprechender) und Dīhgān, das auch „Sesshafter“ (in Abgrenzung zum Nomaden) bedeutet. In sassanidischer und frühislamischer Zeit wurde der Begriff Dehqan für Landbesitzer und Adlige „von noblem persischem Blut“ benutzt.

## Geschichte

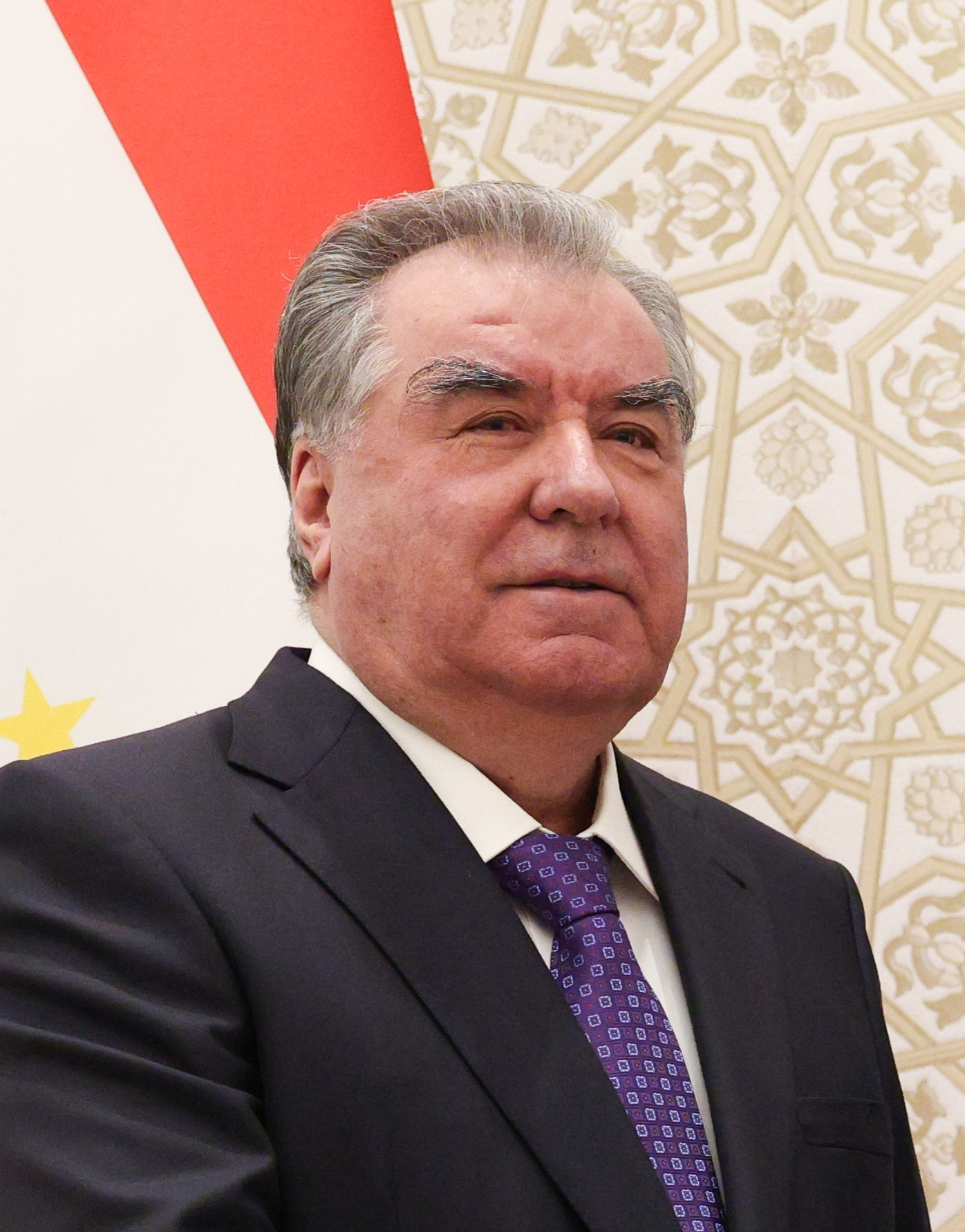
Emomalij Rahmon, Präsident von Tadschikistan, pflegt einen ausgeprägten Personenkult um sich und stilisiert die Tadschiken seines Landes als Nachfolger der Samaniden.

Die Geschichte der Tadschiken setzt sich aus der jeweils individuellen Geschichte der einzelnen iranischen Völker der Region zusammen. Sie beginnt mit der Einwanderung der Arier in Zentralasien (ca. 2000 v. Chr.), setzt sich fort mit der Entstehung des Zoroastrismus (ca. 1700 v. Chr.), dem Aufstieg des Perserreichs (550 v. Chr.), dem Siegeszug der Makedonier (330 v. Chr.), dem Reich der Parther (220 v. Chr.), dem Imperium der Sassaniden (220 n. Chr.) und der Eroberung Persiens durch die Araber (650 n. Chr.), mit der die eigentliche Geschichte der Tadschiken beginnt.
Die Tadschiken führen ihre Herkunft auf die Dynastie der iranischen Samaniden (900 n. Chr.) zurück, der ersten einheimischen Herrscher nach der arabischen Invasion und vor der türkischen Eroberung. Während der samanidischen Herrschaft wurden die persische Sprache und die iranische Kultur wiederbelebt. Diese „Wiedergeburt“ des Iranischen in Zentralasien gilt allgemein als Ursprung der heutigen Tadschiken. Der Name der Währung Tadschikistans, Somoni, geht auf den Namen der Samanidendynastie zurück.
Für die genauere Geschichte der Tadschiken, siehe auch:

### Antike
- Arier, die Vorfahren der heutigen Iraner
  - Avesta, das heilige Buch des Parsismus
  - Perserreich
  - Parther
  - Baktrier
  - Sogdier
  - Sassaniden, das letzte antike Imperium der Perser
- Tocharer
  - Kuschanen

### Mittelalter
- Barmakiden
- Samaniden, die erste unabhängige persische Dynastie nach der muslimischen Eroberung. Sie gilt als Ursprung der tadschikischen Identität
- Ghuriden, ein Sultanat aus Ghor, welches über große Teile in Zentralasien und Indien herrschte

### Neuzeit
- Afghanistan
- Tadschikistan
- Iran

## Sprache, Kultur und Religion

### Religion
Die Tadschiken sind überwiegend Muslime, davon die große Mehrheit Sunniten. Bedeutende schiitische Zentren befinden sich vor allem in der Pamir-Region Badachschan (Ismailiten) und in Herat (Zwölfer-Schiiten). Daneben gibt es noch zahlreiche Anhänger der vorislamischen zarathustrischen Religion. Ebenfalls zu den Tadschiken zählen die imamitischen Kizilbasch, Nachkommen von Garnisonstruppen Nadir Schahs. Nach ihrer Auswanderung im Verlauf des 20. Jahrhunderts lebt seit 1991 nur noch eine kleine Minderheit bucharischer Juden in der Region des ehemaligen Emirats Buchara.

### Sprache
Die Sprache der Tadschiken ist Neupersisch, das in Tadschikistan auch Tadschikisch und in Afghanistan Dari genannt wird und in Iran, Tadschikistan und Afghanistan (hier neben Paschtu) offizielle Landessprache ist. Im Gegensatz zu Iran und Afghanistan bedient man sich zur Schreibung des Tadschikischen in Tadschikistan und angrenzenden ehemals sowjetischen Ländern der kyrillischen Schrift. Hier hat das Persische zahlreiche russische Lehnwörter übernommen, die im übrigen persischen Sprachraum nicht vorkommen.

### Kultur

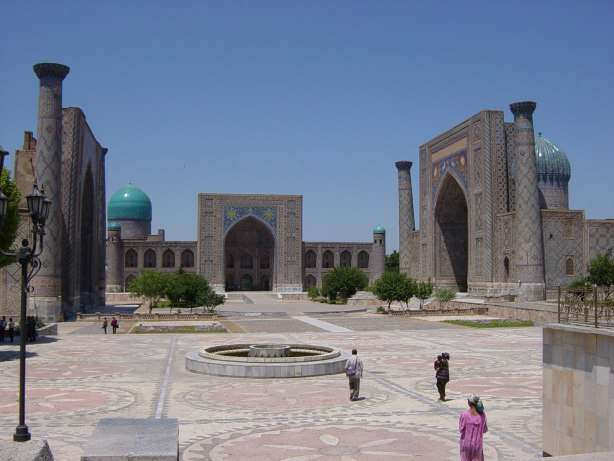
Registan in Samarkand – das einstige kulturelle Zentrum der Tadschiken

Die Tadschiken und die persische Kultur haben das Bild des Orients bedeutend geprägt. Das wohl bekannteste Werk der muslimisch-persischen Literatur in der westlichen Welt ist die Geschichtensammlung Tausendundeine Nacht (persisch هزار و يك شب, DMG Hezār-o yek šab). Darin spielen tadschikische Zentren, wie Samarkand, Herat oder Balch, eine zentrale Rolle.
Der bekannteste Kunstmusikstil der tadschikischen Musik ist der Schaschmaqam („sechs Maqame“). Das Herz der persisch-tadschikischen Kultur war und ist die Kunst der Dichtung. Nirgendwo sonst hat die Poesie eine so große Bedeutung im alltäglichen Leben der Menschen wie im persischen Kulturkreis. Tadschikische Dichter haben maßgeblich an der Entwicklung der neupersischen Sprache und der neupersischen Identität beigetragen, u. a.:
- der „Vater der neupersischen Sprache“ Rudaki, der erste Dari-Dichter und „Erfinder“ der neupersischen Dichtung
- der Epik-Dichter Abū l-Qasem-e Ferdousī, der Autor des Schāhnāme („Königsbuch“)
- der Mystiker Dschami, der letzte große Mystiker des Mittelalters
- der Mystiker und Geschichtenerzähler Fariduddin Attar
- der Mystiker Rumi, der berühmteste Dichter der mittelalterlichen Persischen Literatur

Ebenfalls Tadschiken waren einige der berühmtesten Wissenschaftler, Gelehrte und Künstler des Mittelalters:
- der Arzt Ibn Sina (Avicenna), der heute als „Vater der modernen Medizin“ gilt
- der Mathematiker Al-Chwarizmi; von seinem Namen und seinen Werken sind die Begriffe Algebra und Algorithmus abgeleitet
- der Dichter und Mathematiker Omar Chajjam
- der Astronom und Geschichtsschreiber al-Bīrūnī
- der Maler Behzad

Auch der 2001 durch zwei Selbstmordattentäter ermordete afghanische Kriegsheld Ahmad Schah Massoud gehörte zum Volk der Tadschiken.

## Belege
1. ↑  Vgl. Junker/Alavi: Persisch-Deutsches Wörterbuch, Leipzig/Teheran 1970, S. 148.
2. ↑  Richard N. Frye The Heritage of Central Asia - From Antiquity to the Turkish Expansion, S. 214
3. ↑  C.E. Bosworth, B.G. Fragner (1999). "TĀDJĪK". Encyclopaedia of Islam (CD-ROM Edition v. 1.0 ed.). Leiden, The Netherlands: Koninklijke Brill NV.
4. ↑  John Perry: TAJIK i. THE ETHNONYM: ORIGINS AND APPLICATION. In: Ehsan Yarshater (Hrsg.): Encyclopædia Iranica. (englisch, iranicaonline.org – mit Literaturangaben).
5. ↑  John Perry: Tajik i. The Ethnonymn: Origins and Application. In: Encyclopædia Iranica. Excerpt 1: "In other contexts, Sanskrit tājika (also tāyika) means 'Persian(s),' and in later Indo-Muslim usage, tājik is of course the Turco-Persian word for 'Iranian, Persian'." Excerpt 2: "An intriguing Sogdian occurrence of the adjective tājīgāne (arguably to be pronounced as tāžīgāne) in a Manichaean hymnal from Turfan, of about the year 1000, may supply the missing link between Middle Persian tāzīg 'Arab' and Turkic/New Persian tāzik, tāžik 'Persian'." . Excerpt 3: "The phonetic forms and socio-historical motivations of the words cited above as deriving or meaning "Tajik" require some discussion. First, it should be understood that the Persian words (a) tāzi 'Arabian, Arabic, Arab' and (b) tāzik, tāžik, tājik 'Persian, Iranian, Tajik,' though originating as doublets (or cognates) of the same word, are completely separate in form and meaning throughout New Persian (and Islamic Turkic and Indic) literature.", Online-Ausgabe  abgerufen am 20. Juli 2009.
6. ↑  B. A. Litvinsky, Ahmad Hasan Dani (1998). History of Civilizations of Central Asia: Age of Achievement, A.D. 750 to the end of the 15th-century. Excerpt: "…they were the basis for the emergence and gradual consolidation of what became an Eastern Persian-Tajik ethnic identity." pp. 101. UNESCO. ISBN 9789231032110
7. ↑  M. Longworth Dames / G. Morgenstierne / R. Ghirshman: AFGHĀNISTĀN. In: Koninklijke Brill NV (Hrsg.): Encyclopaedia of Islam (= CD-ROM Edition v. 1.0). Leiden, The Netherlands 1999.
8. ↑  Aḥmad Tafażżolī,"DEHQĀN" at Encyclopaedia Iranica